# 名古屋はええよ!やっとかめ
「名古屋はええよ!やっとかめ」（なごやはええよやっとかめ）は、つボイノリオが歌唱する楽曲である。プロデュースおよび作詞・作曲・編曲は山本正之。
1985年6月21日に、東芝EMI（現：ユニバーサル ミュージック ジャパン）から7インチシングルレコードとして発売された。B面は「エビふりゃーでゃースキ」 。規格品番：TP-17729。
つボイ自身のシングルとしては、1978年11月に発売された『一宮の夜』以来、6年半ぶりとなった。1996年発売のアルバム『あっ超ー』（規格品番：TOCT9490）に収録されている。また、2010年に名古屋開府400年を記念して、名古屋市の協力によりキングレコードから発売されたコンピレーション・アルバム『名古屋の歌だがね 名古屋開府400年記念CD』（規格品番：KICS-1511、ASIN：B002TK1VOS）にも収録された。

## 制作
表題曲は、つボイが山本に依頼して制作されたものである。タイトルは当初「大名古屋行進曲」とする予定だったが、つボイが「タイトルに名古屋弁を入れたい」と要望したことから、名古屋弁で「久しぶり」を意味する「やっとかめ（八十日目）」を加え、このタイトルとなった。
つボイがこの曲を制作した理由は、1980年代前半の名古屋の状況にあった。当時は「エビフリャー」などタレントのタモリの名古屋いじりネタなどによって名古屋が揶揄の対象にされたり、名古屋オリンピック誘致の失敗、1985年の円高ショックによる自動車や繊維関連産業といった名古屋圏の経済への打撃など、名古屋人が地元に対して自信喪失している傾向があり、もう名古屋は高望みするな、派手な話も控えようと言う空気が名古屋市役所にも広がっていた。しかしつボイはそうした状況で「名古屋人に自信を失うなと言いたかった」のだという。1番・2番の歌い出しでそれぞれ東京と大阪を「まああかん（もうだめだ）」と挑発し、これからのパフォーマー、イニシアチブ、そして未来の首都は名古屋だと宣言し、名古屋にまつわる様々な事物・現象を織り込んだ歌詞が特徴である。名古屋の市花ではなく愛知県の県花のカキツバタや、岡崎市の郷土菓子である淡雪も入れられている。

## 動画投稿サイトでの反響
2000年代まで、発表後15年ほどは愛知県民の間でも認知度が低くご当地ソングとしては定着しなかったが、インターネットの普及と発展と共にFlashアニメが有志により制作され、各種ウェブサイトや動画投稿サイトなどで見られるようになったことで、ネット上での知名度が高まり注目されるようになった。
2003年に、日本テレビ系で放送されたバラエティー番組『ブラックワイドショー』および、『中井正広のブラックバラエティ』（2004年10月10日放送）で紹介された。
山下達郎が、ラジオ番組『サンデーソングブック』（TFM・JFN系）の珍盤・奇盤特集で流したこともある（例:2006年11月19日）。全国ネットのテレビ番組などでも名古屋の話題が出る際にバックにこの曲が流されるなどして、全国的にも名古屋の代表的なご当地ソングとして認知されるようになった。

## 評価
名古屋出身の作家清水義範は、2003年の著書『やっとかめ大名古屋語辞典』の中で、この曲を「名古屋国の国歌ともいえる」と評している。

## 山本のセルフカバー
山本本人のセルフカバーバージョンもある。タイトルは「名古屋はええよやっとかめ」。山本のアルバム『十三の魔王』（ベラ・ボーエンタテインメント、2000年7月、規格品番：BXCA-1013）所収。つボイバージョンとの相違点は、タイトルに「！」が付かないほか、一部歌詞やキーが異なる。

## 曲に登場する項目
歌詞への登場順。★印の項目はつボイ版のみ、☆印の項目は山本版のみに登場。
- 東京
- 汚れとる
- とろくさい
- ビョーキが流行っとる[注釈 1]
- パフォーマー
- 名古屋
- 織田信長
- 豊臣秀吉
- 隔離
- パスポート
- 貯金
- 経済
- 鶴舞公園[注釈 2][5]
- 名古屋オリンピック構想
- コアラ（東山動物園）
- 道が広い（久屋大通・若宮大通・栄）
- 味噌煮込みうどん
- エビフライ
- あわゆき★
- 天むす☆
- ういろう
- ユニモール（名古屋駅）
- サカエチカ（栄駅）
- 女子大小路
- 未来
- 首都
- 江戸城
- 名古屋弁
- アメリカ航空宇宙局（NASA）
- UFO
- 通信記号
- 芸能界
- 首都直下型地震
- 中枢
- 名古屋市瑞穂公園陸上競技場（瑞穂グランド）
- 国立競技場
- 名古屋飛行場（小牧空港）
- 名古屋市役所
- 国会議事堂
- 大阪
- たるくさい
- 喰いだおれ
- イニシアチブ
- 東海道新幹線
- 名古屋駅
- 名古屋飛ばし
- 人情
- 才能
- タコ★
- ゴリラ☆
- 鯱 - 金鯱
- 背中
- 関ヶ原の戦い
- メルサ★
- モスラ☆
- カキツバタ
- つゆぐもり
- パチンコ
- 駄菓子
- 中日ドラゴンズ
- 名古屋テレビ塔（テレビ塔）
- 銀の柱（名古屋駅）[注釈 3]
- 天下

### 「エビふりゃーでゃースキ」に登場する項目
- ナゴヤ球場
- 雲竜ホール（現：DIAMOND HALL）
- レインボースタジオ（CBC旧社屋のストリードサイドスタジオ）
- モグラのチカちゃん（名駅地下街サンロードのキャラクター）
- 大須観音
- 100m道路（久屋大通、若宮大通）
- 大名古屋ビルヂング
- 名駅電光ニュース（名古屋駅桜通口の旧駅舎に存在した電光掲示板）
- 環状線[注釈 4]
- 寿がきや
- フジパン
- 江口巌商店（名古屋に本社を置く塗料商社）
- オリエンタル中村（現：名古屋三越[注釈 5]）

## 収録曲
| 全作詞・作曲・編曲: 山本正之。 |                               |          |            |
| #                              | タイトル                      | 作詞     | 作曲・編曲 |
| 1.                             | 「名古屋はええよ!やっとかめ」 | 山本正之 | 山本正之   |
| 2.                             | 「エビふりゃーでゃースキ」    | 山本正之 | 山本正之   |

## 参加ミュージシャン
- 演奏 : ロダン山本と新名古屋ヒルハーモニー
- コーラス : モリグチヅケとエスカ地下抜け道合唱隊